# Porsche Macan

Logo des Modells Macan

Der Porsche Macan ist ein Sport Utility Vehicle des deutschen Automobilherstellers Porsche, der seit 2014 im Werk Leipzig gefertigt wird und unterhalb des Cayenne positioniert ist.

## Baureihen im Überblick
Die erste Generation des Porsche Macan (Baureihe 95B) wurde am 20. November 2013 vorgestellt, kam Anfang 2014 auf den Markt und wird von Verbrennungsmotoren angetrieben. Porsche stellt die erste Generation in Europa früher als geplant im Frühjahr 2024 ein, da sie die seit Juli 2022 für neu homologisierte und ab Juli 2024 für alle ab diesem Zeitpunkten hergestellten Fahrzeuge geltenden Vorschriften der Wirtschaftskommission für Europa (United Nations Economic Commision for Europe) für Cybersicherheit nicht erfüllt. Sie basiert technisch auf der Plattform des Audi Q5 (MLB-Plattform).
Am 25. Januar 2024 stellte Porsche mit dem Macan (Typ XAB) die zweite Generation der Baureihe vor. Der neue Macan hat einen batterieelektrischen Antrieb und ist das erste Elektro-SUV des Herstellers. Das Fahrzeug basiert auf der Premium Platform Electric des Volkswagen-Konzerns. Die Produktion sollte ursprünglich 2023 beginnen, wurde aber auf 2024 verschoben.
Porsche plant, den ursprünglich ausschließlich als Elektrofahrzeug konzipierten neuen Macan auch wieder mit Verbrennungsmotoren auszustatten, um der anhaltenden Nachfrage in wichtigen Märkten wie China gerecht zu werden. Diese strategische Anpassung erfolgt vor dem Hintergrund sinkender Verkaufszahlen des vollelektrischen Taycan, dessen Auslieferungen im ersten Halbjahr 2024 um 51 Prozent auf 8.838 Fahrzeuge zurückgingen.

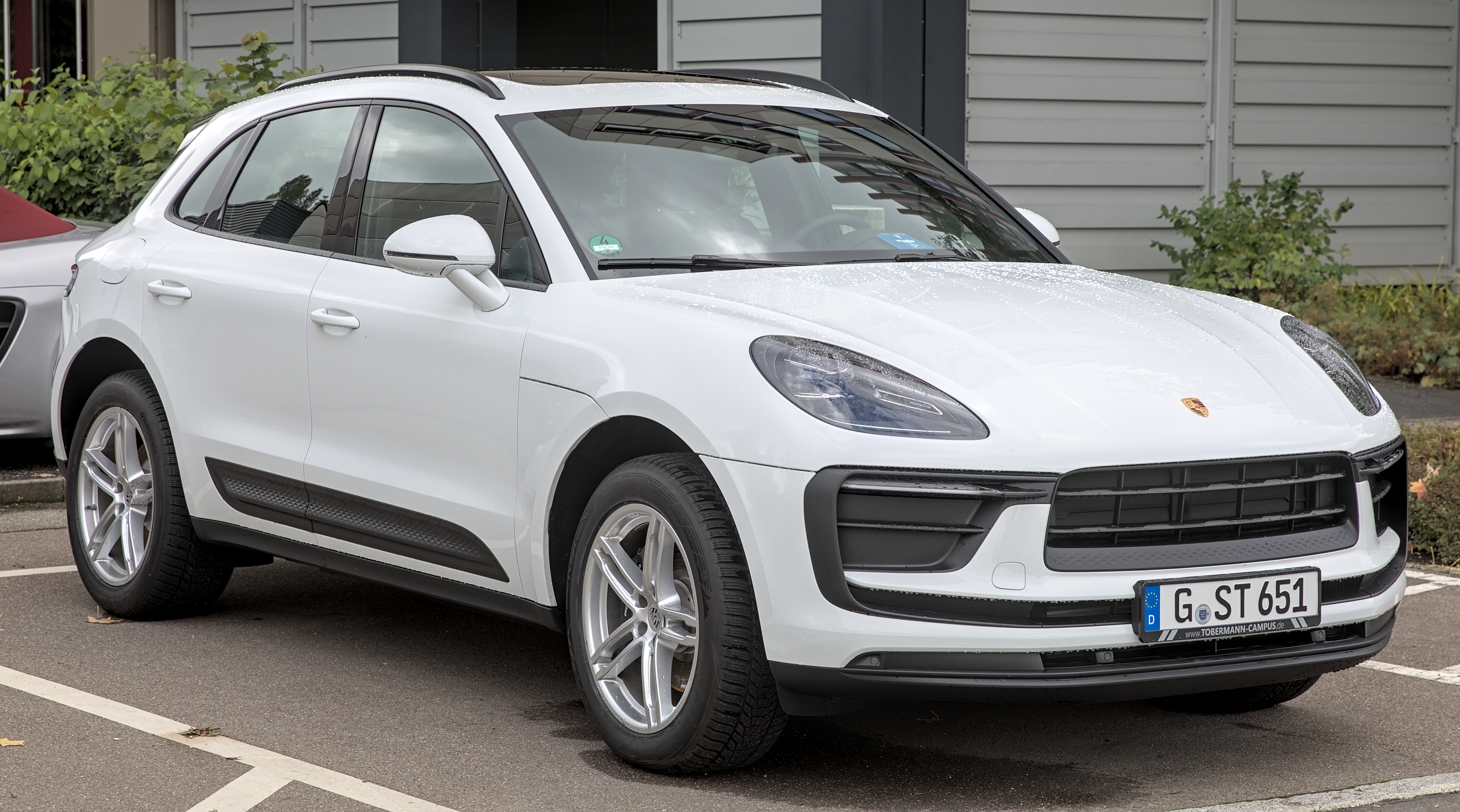
1. Generation, Typ 95B, seit 2014
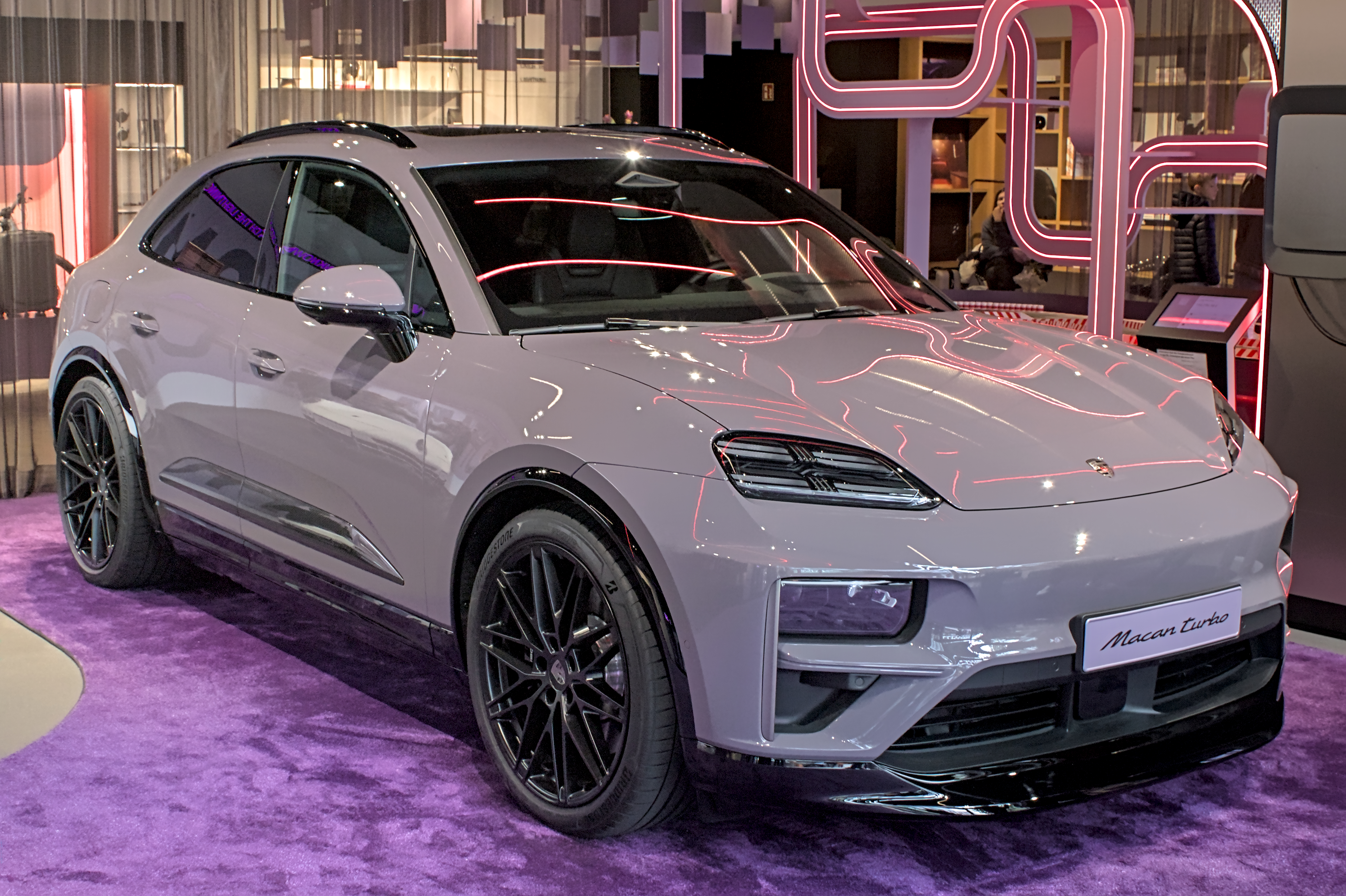
2. Generation, Typ XAB, seit 2024